# Maison clou

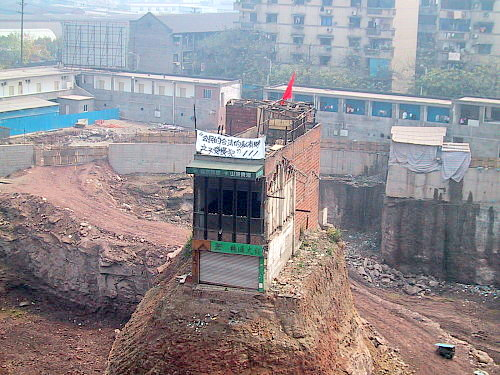
La maison clou de Chongqing.

Une maison clou (钉子户 dīngzihù) est une maison que le propriétaire (parfois appelé clou tenace) refuse de céder ou de quitter en dépit de son inclusion dans un projet immobilier conditionné par la libération de la totalité des terrains alentour. L'expression est un jeu de mots inventé par les promoteurs immobiliers chinois pour faire référence à un clou en partie enfoncé dans du bois et qui ne peut disparaître qu'à coups de marteau. Il existe de nombreux exemples de maison clou dans le monde entier.

## En Chine
Pendant une longue période de la Chine communiste, la notion de propriété privée n'existe pas dans le droit chinois et le sol appartient officiellement à la communauté, représentée par l'État. Ainsi, seul l'État pouvait exproprier les résidents d'un logement. Avec le développement économique de la Chine et l'augmentation du nombre de projets immobiliers plus ou moins importants, il a été nécessaire de légiférer et rétablir une certaine notion de propriété privée. Ainsi, lors de l'établissement d'un projet immobilier, les promoteurs devaient dédommager les résidents pour qu'ils quittent leurs logements. Dans les années 2000, certains ont refusé les offres et des pressions ont alors  été exercées dans certains cas (comme de fausses accusations ou des personnes payées pour effrayer les résidents récalcitrants).
Une des plus célèbres maisons-clous chinoises, qui a connu une large couverture médiatique en Chine, était celle de Wu Ping (en) à Chongqing. Avec son mari, Yang Wudu, elle a refusé de quitter son logement, occupé par leur famille depuis trois générations. Les promoteurs ont alors creusé tout autour de la maison un trou de dix mètres, coupant ainsi l'eau et tout moyen d'accès à la maison. Mais son mari a investi le chantier et réussi à gravir la « colline » où se trouve sa maison et a finalement hissé un drapeau chinois sur le toit de sa maison. Le conflit a duré deux ans, mais le couple a finalement trouvé en 2007 un accord avec les promoteurs.

## Ailleurs dans le monde
Le phénomène de maison clou n’est pas spécifique à la Chine et il y a plusieurs cas en Allemagne, aux États-Unis, au Japon et au Royaume-Uni.
Aux Pays-Bas, à Amsterdam, les constructeurs de l'hôtel Victoria situé face à la gare centrale se sont heurtés à deux maisons-clous contiguës. Faute d'entente avec les deux propriétaires privés, l'hôtel s'est construit autour des deux maisons qui sont toujours visibles. Cet épisode de l'histoire de la ville est relaté dans un film néerlandais de 2005, Publieke werken.
À Bucarest en Roumanie, une telle situation de maison clou s'est présentée lors de la construction de l'hôtel Marshal Garden face à la petite pâtisserie Dolce Principessa, au n°59 de Calea Dorobanti. La petite pâtisserie a gagné de rester en place, face à la pression des promoteurs de l'hôtel.

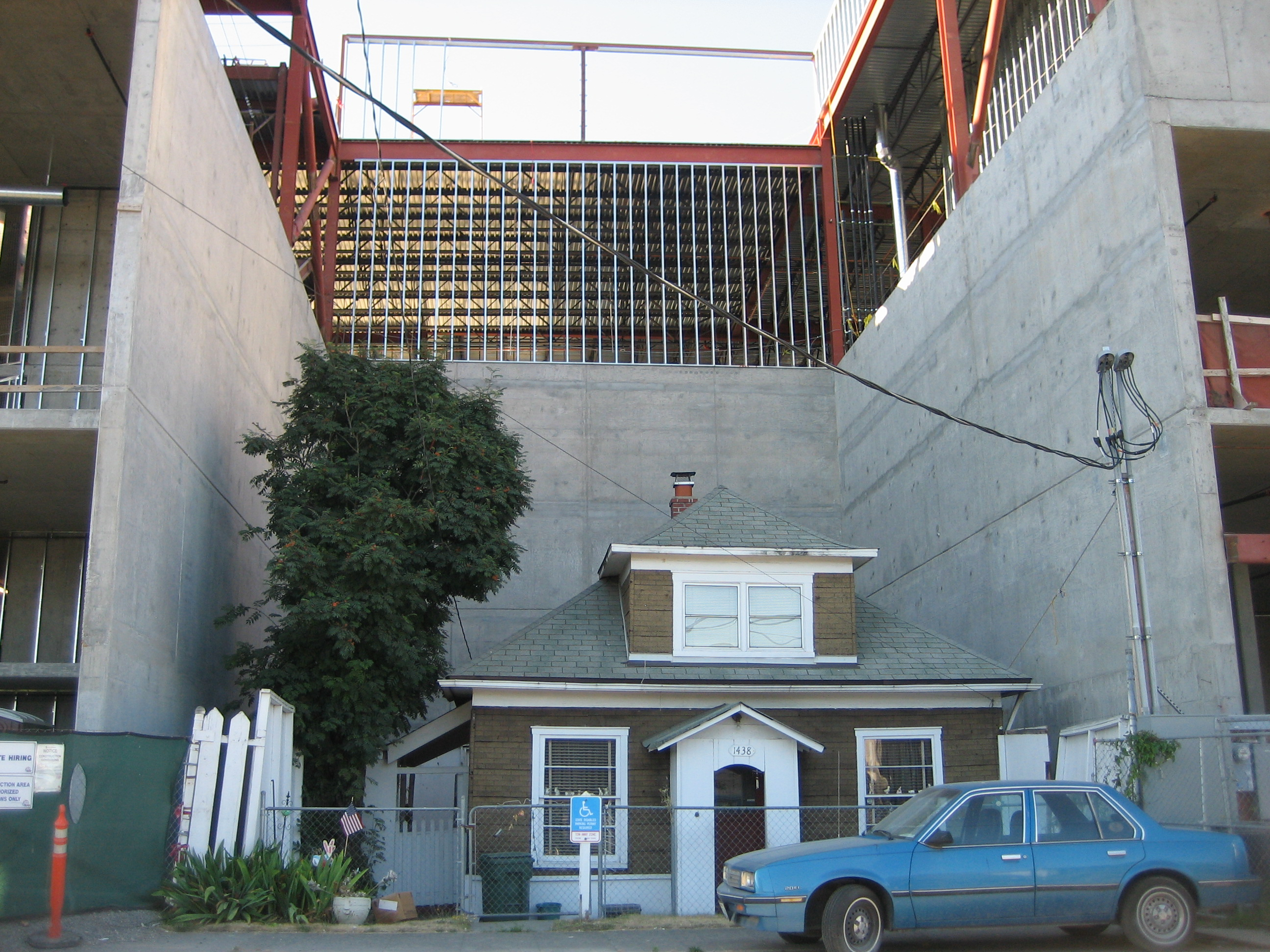
L'ancienne maison clou d'Edith Macefield à Seattle.
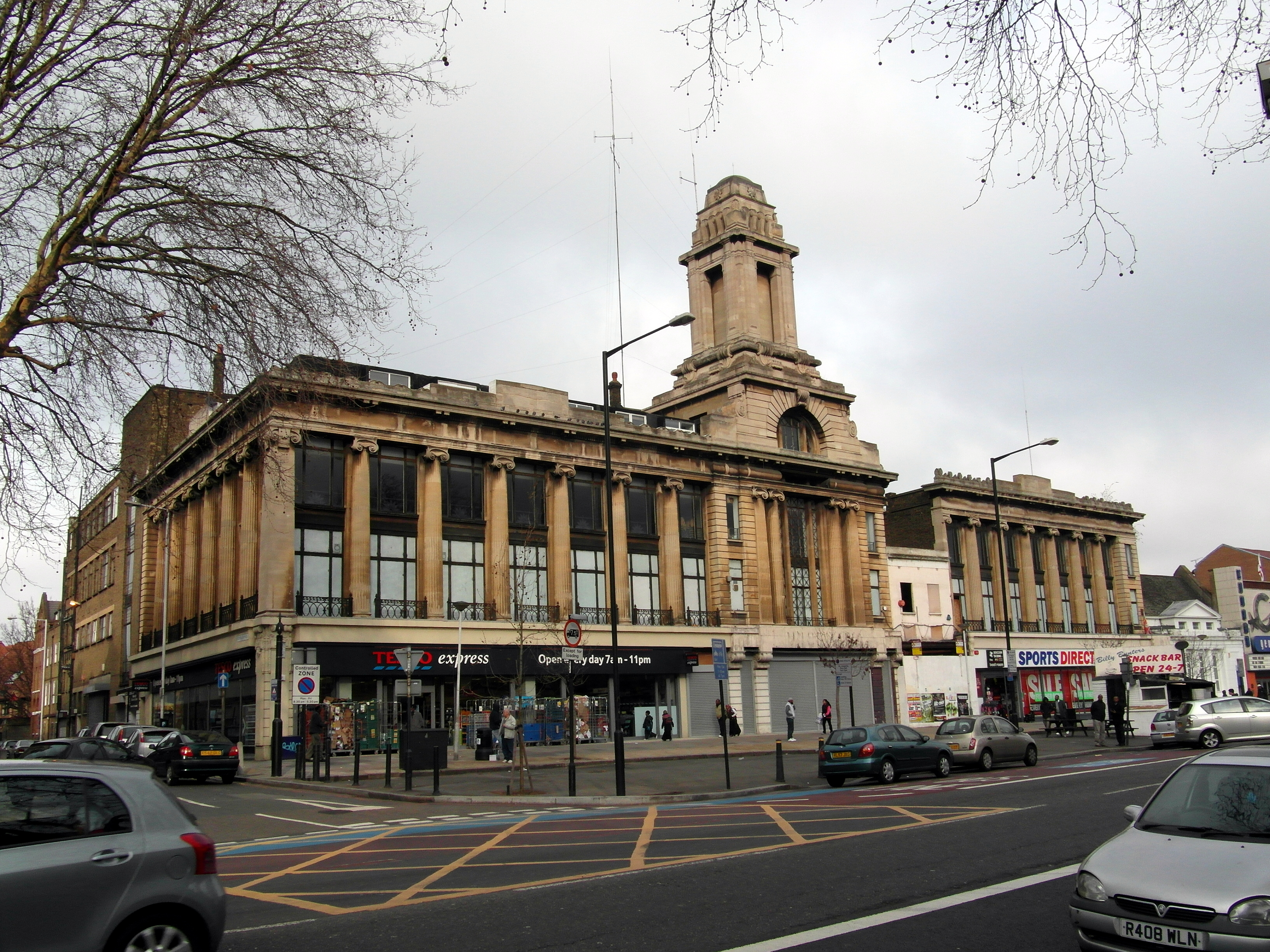
Le grand magasin Wickhams (en), à Londres, a été construit autour du magasin de la famille Spiegelhalter.
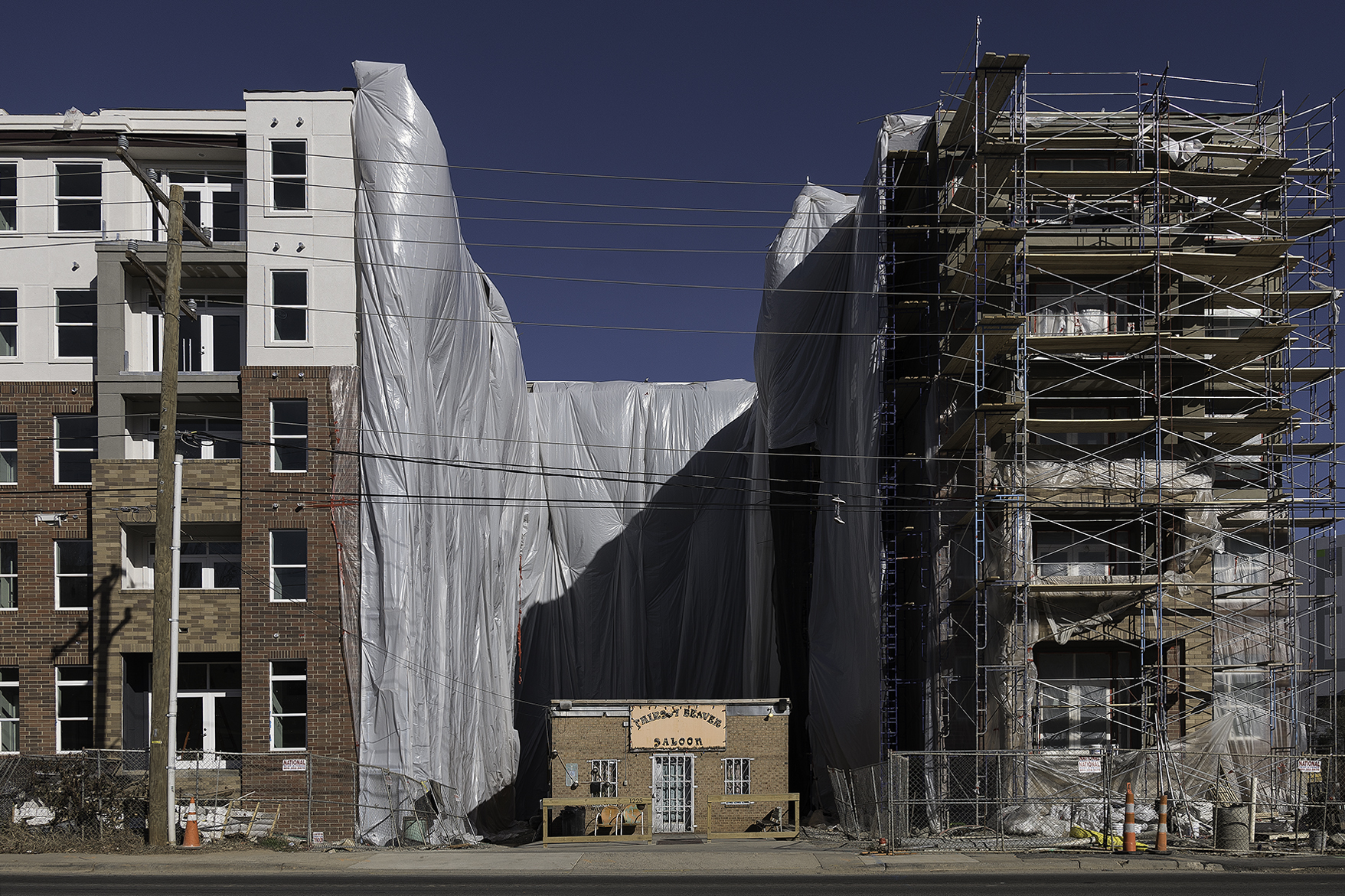
Le bar The Thirsty Beaver (en) à Charlotte aux États-Unis.
La maison de Vera Coking (en) à Atlantic City aux États-Unis.

## En fiction
Plusieurs productions de Walt Disney Pictures ont traité du problème des maisons clous, comme le film Le Nouvel Amour de Coccinelle (1974) et le film d'animation Là-haut (2009).